# 中距離弾道ミサイル

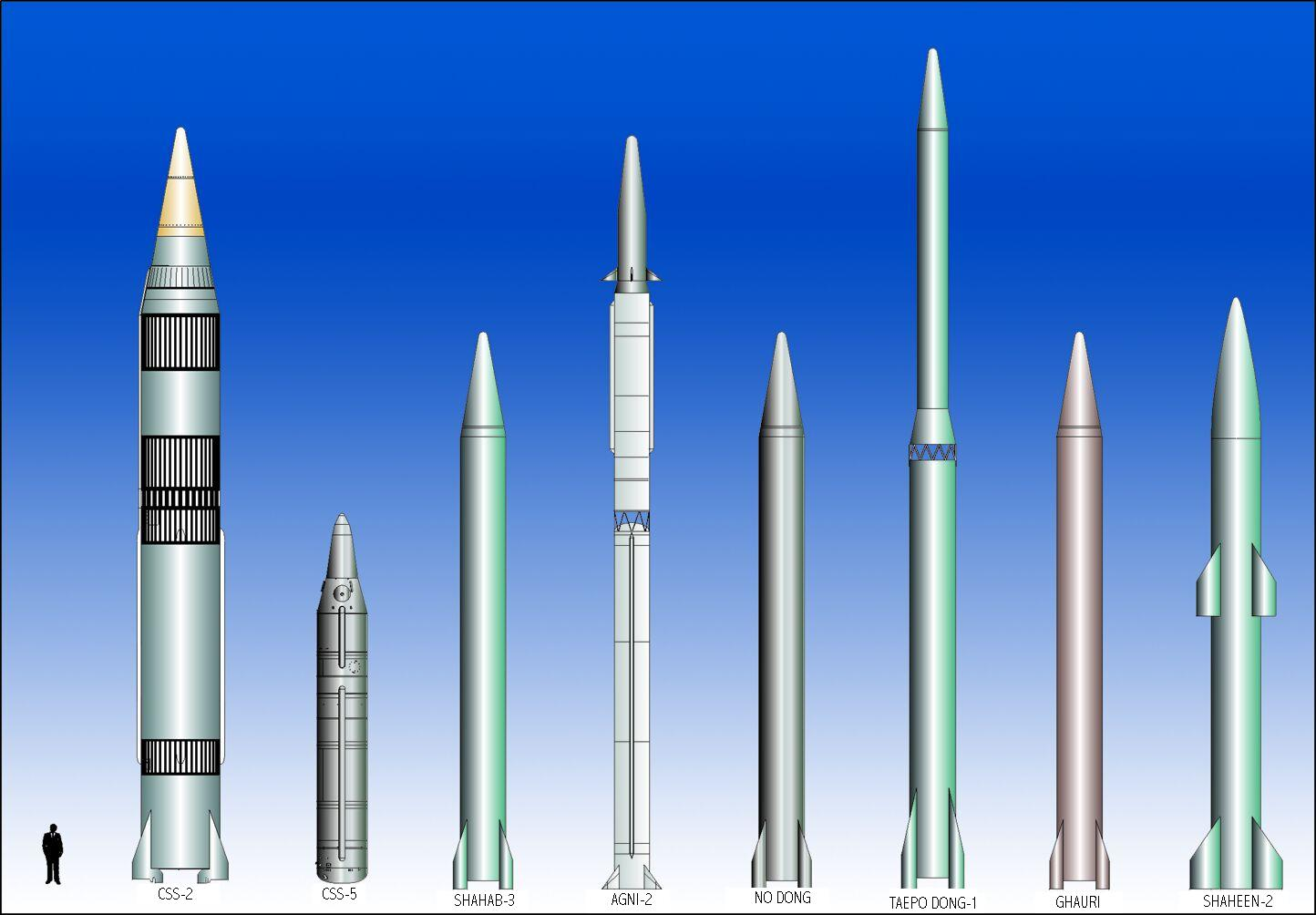
中距離弾道ミサイル

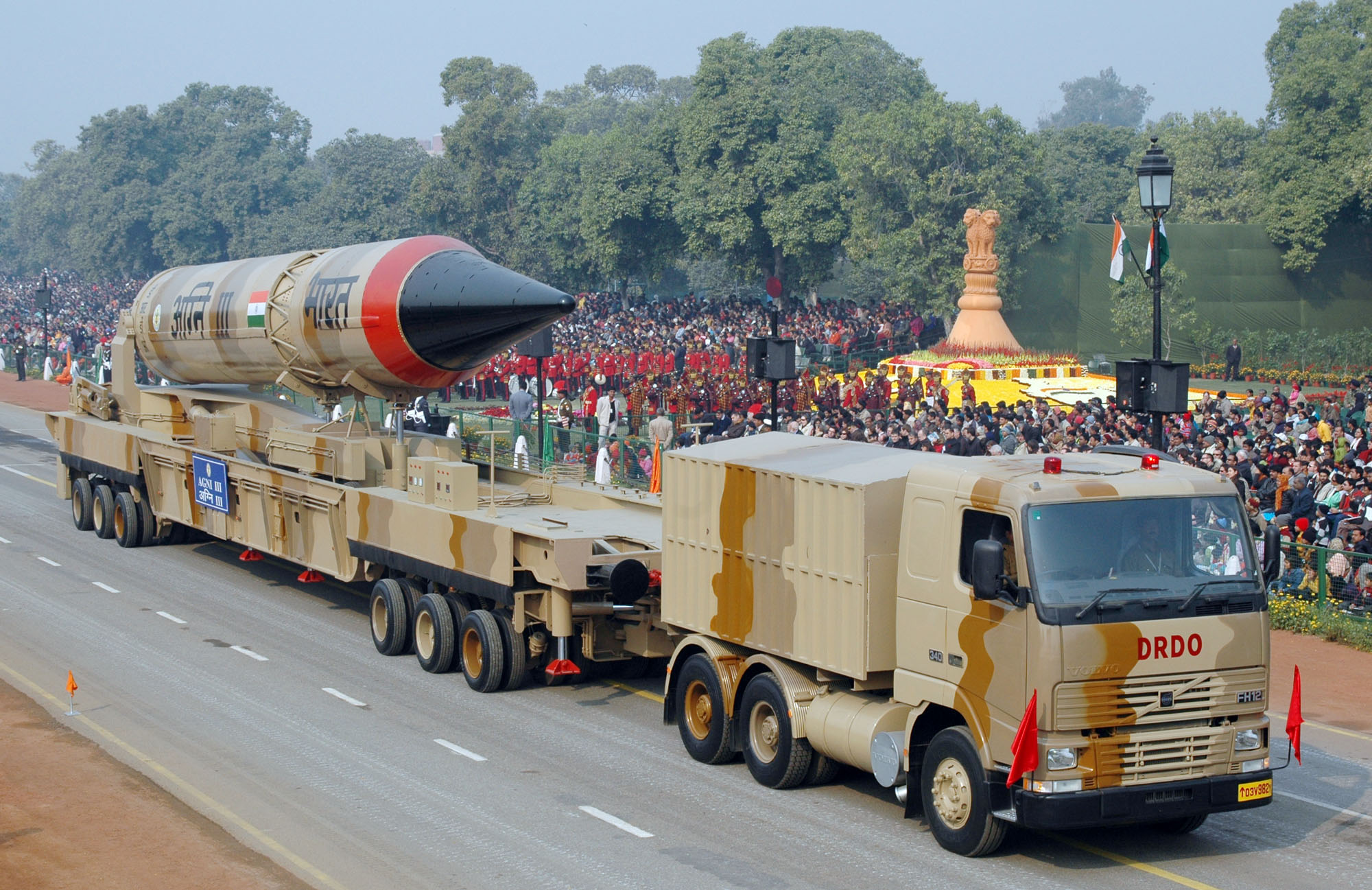
アグリ-3と牽引トレーラー

中距離弾道ミサイル（ちゅうきょりだんどうミサイル、英語: intermediate-range ballistic missile, IRBM）は、弾道ミサイルのうち射程3,000-5,500km程度のもの。
この分類が生まれた米ソの冷戦期においては、米ソの直接対決に使用が想定された大陸間弾道ミサイルには及ばない程度の射程を持ち、かつ戦域内で使用される短距離弾道ミサイルよりは射程の大きいミサイルがこの分類に含まれた。すなわちヨーロッパからソビエト、またはその逆を目標とする規模の射程をもつミサイルである。
近年は発展途上国に拡散した弾道ミサイルの長射程化により、この範疇に属するミサイルの保有国が増加傾向にある。

## 中距離弾道ミサイルの一覧
イラン
- エマード
- シャハブ3

 インド
- アグニIV (ミサイル)

 朝鮮民主主義人民共和国
- ムスダン
- 火星12
- 火星16b（英語版）

 中華人民共和国
- DF-4 - 1980年配備開始。
- DF-26(en) - 2015年配備開始。

 パキスタン
- シャーヒーン3
- ガウリ3